# 丸森峠
丸森峠（まるもりとうげ）は、岩手県遠野市内の峠。標高は378m。遠野市宮守町下鱒沢の字沢目と字柏木長根の間にある峠で、旧釜石街道が通っているが、現在は一般道路としては利用されていない。